# つる座タウ1星
つる座τ1星（つるざタウ1せい、τ1 Gruis、τ1 Gru）あるいはHD 216435は、つる座の方角に太陽からおよそ108光年の距離にある、黄色主系列星である。見かけの等級は6.0で、肉眼で辛うじてみえる明るさである。2002年に、1つの太陽系外惑星が、つる座τ1星の周りに存在することがわかった。

## 特徴
| 太陽 | つる座τ1星 |
| ---- | ---------- |
| 太陽 | Exoplanet  |

つる座τ1星は、スペクトル型がG0 VのG型主系列星とされるが、絶対等級を求めると主系列よりも明るく、G3 IV型の準巨星とも考えられる。つる座τ1星の質量は太陽のおよそ1.3倍、半径は太陽のおよそ1.7倍、光度は太陽のおよそ3.5倍と推定される。金属量は、初期に系外惑星が発見された大部分の星系と同様に過剰で、太陽と比べて6割程度多い。1階電離カルシウムのH線を観測したところ、彩層活動は低調であることがわかっている。

## 惑星系
2002年9月17日、アングロ・オーストラリアン惑星探査のグループが、つる座τ1星系における系外惑星の発見を発表した。視線速度法によって、木星の1.23倍以上の質量を持つ天体が、つる座τ1星の周りを公転していることが明らかとなった。この惑星HD 216435 bは、軌道全体がつる座τ1星系のハビタブルゾーン内に位置しているとみられる。
| 名称 （恒星に近い順） | 質量             | 軌道長半径 （天文単位） | 公転周期 (日) | 軌道離心率    | 軌道傾斜角 | 半径 |
| --------------------- | ---------------- | ----------------------- | ------------- | ------------- | ---------- | ---- |
| b                     | > 1.26 ± 0.13 MJ | 2.56 ± 0.17             | 1,311 ± 49    | 0.070 ± 0.078 | —          | —    |